# قمبريط صغير الأوراق
قمبريط صغير الأوراق (الاسم العلمي:Combretum microphyllum) هو نوع من النباتات يتبع جنس القمبريط من الفصيلة القمبريطية.